# Operazione Kutuzov
Operazione Kutuzov è il nome in codice assegnato dal comando supremo dell'Armata Rossa alla grande offensiva sferrata a partire dal 12 luglio 1943 contro il saliente di Orël (nel Rialto centrale russo) difeso dalle truppe tedesche della Wehrmacht durante la seconda guerra mondiale sul Fronte orientale. L'operazione venne denominata in onore del generale Mikhail Kutuzov, il generale russo protagonista della campagna di Russia del 1812 contro Napoleone Bonaparte.
L'offensiva, iniziata mentre era ancora in corso la battaglia di Kursk, ebbe un'importante influenza sulle operazioni generali, costringendo l'alto comando tedesco a interrompere il suo attacco e passare sulla difensiva. L'operazione Kutuzov diede origine ad alcuni dei combattimenti più aspri e sanguinosi della guerra all'est e costò pesanti perdite di uomini e mezzi ad entrambe le parti. L'intervento delle Panzer-Division, trasferite dal generale Walter Model dal settore di Kursk, permise ai tedeschi di rallentare l'avanzata sovietica e ripiegare ordinatamente sulla linea del fiume Desna, abbandonando Orël solo il 5 agosto; nonostante alcuni errori tattici nell'impiego delle armate corazzate, l'Armata Rossa alla fine liberò tutto il saliente e mantenne sempre l'iniziativa delle operazioni, logorando fortemente le forze tedesche.

## Situazione strategica
Al termine della lunga e drammatica campagna dell'inverno 1942-43, l'Armata Rossa, pur avendo raggiunto risultati straordinari con la storica vittoria di Stalingrado e le successive offensive vittoriose lungo il fronte del Don e il Caucaso, aveva subito una inattesa sconfitta nella terza battaglia di Char'kov ed era riuscita solo con notevole difficoltà a stabilizzare il fronte a sud dell'importante città di Kursk, mentre erano completamente falliti i tentativi di liberare più a nord Orël e Brjansk. A partire dalla fine del mese di marzo 1943, in corrispondenza con l'inizio del disgelo, le operazioni militari in pratica si arrestarono su tutto il fronte orientale e i dirigenti politico-militari e gli stati maggiore tedeschi e sovietici iniziarono la pianificazione e la preparazione della successiva campagna dell'estate 1943.

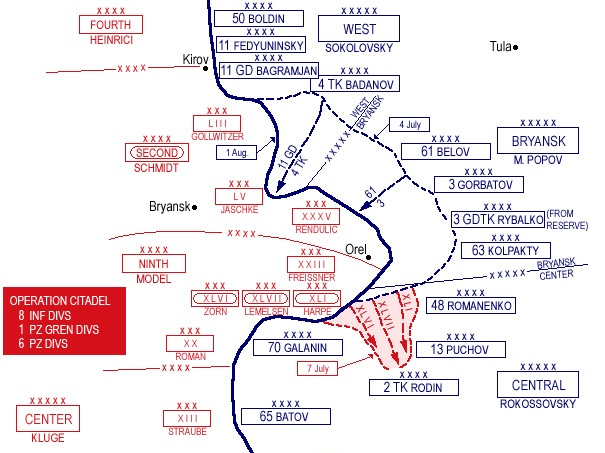
Carta delle operazioni nel saliente di Kursk (operazione Cittadella) e nel saliente di Orël (operazione Kutuzov).

All'inizio di aprile 1943 Stalin e lo Stavka decisero, su consiglio soprattutto del maresciallo Georgij Žukov e del maresciallo Aleksandr Vasilevskij, di evitare intempestive offensive preventive per disturbare i preparativi della Wehrmacht e attendere invece l'offensiva estiva tedesca che si prevedeva sarebbe stata sferrata contro il saliente di Kursk, organizzando un sistema difensivo scaglionato in profondità e potenziato con grandi rinforzi di artiglieria e mezzi corazzati. Contemporaneamente venne anche deciso che sarebbero stati portati avanti i preparativi per organizzare una grande offensiva contro il saliente di Orël. Dal mese di aprile quindi l'Armata Rossa rafforzò il suo schieramento nel saliente di Kursk affidato al comando dei generali Konstantin Rokossovskij e Nikolaj Vatutin e nello stesso periodo iniziò a pianificare l'attacco al saliente di Orël che sarebbe stato condotto dal Fronte Occidentale del generale Vasilij Sokolovskij, dal Fronte di Brjansk del generale Markian Popov e da una parte del Fronte Centrale del generale Rokossovskij.

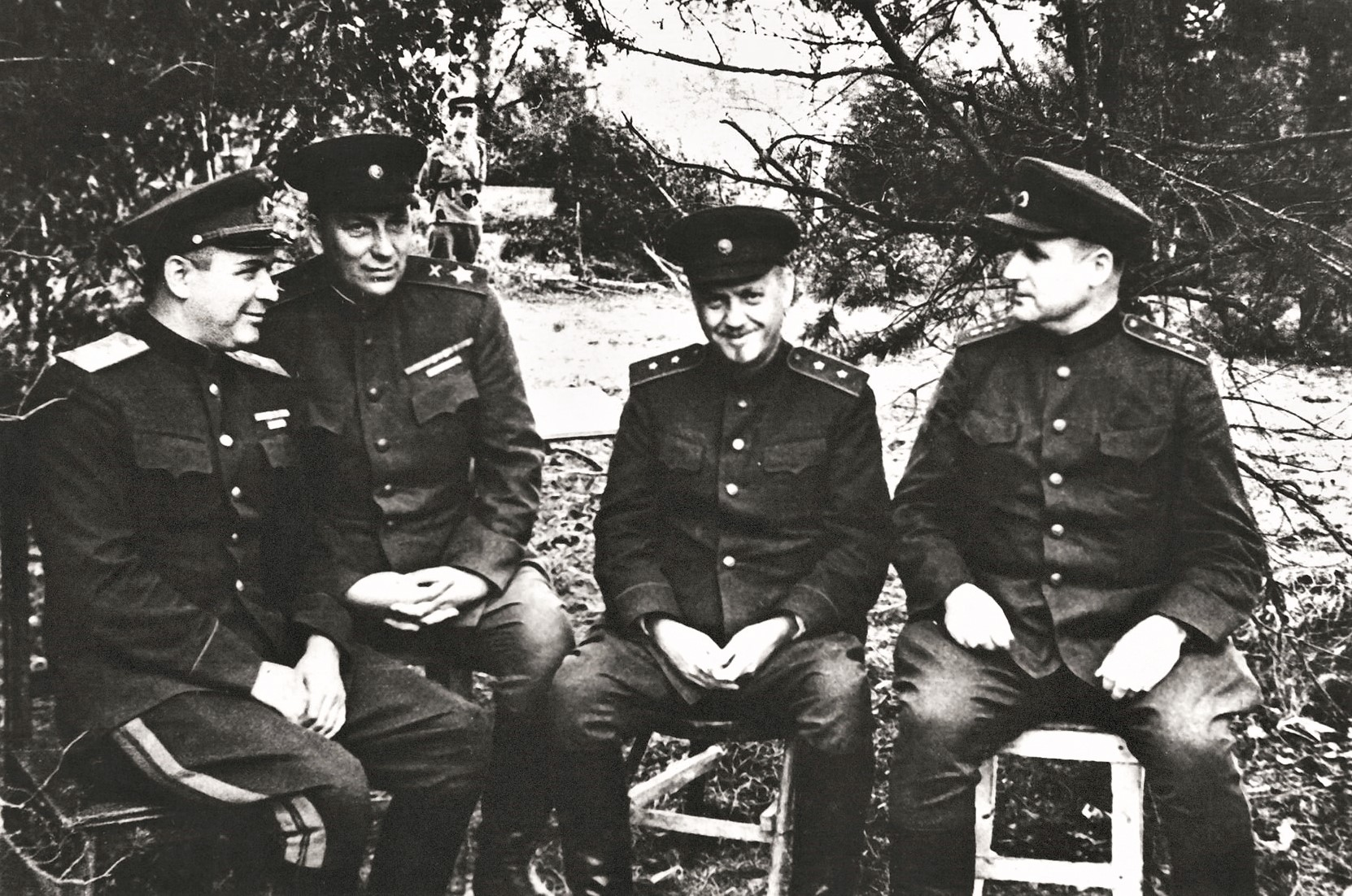
Alti ufficiali sovietici nell'estate 1943: il secondo da sinistra è il maresciallo Nikolaj Voronov, l'ultimo a destra il generale Vasilij Sokolovskij, comandante del Fronte Occidentale nel saliente di Orël.

La pianificazione operativa dell'offensiva andò avanti con qualche incertezza; a giugno il generale Yakov Fedorenko, capo dell'amministrazione delle truppe corazzate sovietiche, intervenne per consigliare l'assegnazione al Fronte Occidentale e non al Fronte di Brjansk della 3ª Armata corazzata del generale Pavel Rybalko che era ancora in fase di ricostituzione con carristi e equipaggiamenti nuovi dopo la sconfitta a Char'kov, mentre al Fronte Occidentale il generale Ivan Bagramjan, comandante della 11ª Armata della Guardia, la formazione più potente a cui era stata assegnata la missione principale, criticò il piano dello Stavka. Il generale riteneva che la sua armata avrebbe dovuto attaccare audacemente in profondità da nord per frazionare in due parti l'intero saliente di Orël e costringere alla ritirata o alla resa tutte le forze tedesche schierate nell'area; i suoi suggerimenti inizialmente non vennero presi in considerazione dagli ufficiali dello stato maggiore, ma a maggio il comandante della 11ª Armata della Guardia ebbe modo di esporre le sue considerazioni durante una riunione di pianificazione alla presenza di Stalin. Il dittatore apprezzò le valutazioni del generale Bagramjan che quindi vennero approvate; il generale Sokolovskij emanò nuove direttive per l'offensiva nel settore settentrionale del saliente di Orël. Stalin comunque per il momento si attenne alle decisioni operative originali: egli ordinò di continuare i preparativi per l'offensiva di Orël ma confermò che l'Armata Rossa avrebbe dovuto in un primo momento rimanere sulla difensiva e affrontare e respingere la prevista offensiva tedesca al saliente di Kursk. Lo Stavka decise anche di iniziare a preparare una seconda controffensiva in direzione di Belgorod e Char'kov. Il maresciallo Vasilevskij e il generale Nikolaj Voronov vennero designati come "rappresentanti dello Stavka" sul fronte di Orël, mentre il maresciallo Žukov assunse la responsabilità dell'offensiva su Belgorod e Char'kov.
Il 5 luglio 1943 la Wehrmacht diede inizio, dopo numerosi rinvii, all'operazione Cittadella contro il saliente di Kursk e nei giorni seguenti si combatterono aspre battaglie tra i mezzi corazzati tedeschi e le linee difensive anticarro sovietiche con pesanti perdite per entrambe le parti. Mentre a sud le Panzer-Division del Gruppo d'armate Sud del feldmaresciallo Erich von Manstein guadagnavano faticosamente terreno verso Obojan e Prochorovka, a nord di Kursk il Gruppo d'armate Centro del feldmaresciallo Günther von Kluge si trovò in maggiori difficoltà e avanzò solo di pochi chilometri. Le sei Panzer-Division concentrate nella 9ª Armata del generale Walter Model non riuscirono ad aprirsi la strada nelle munite posizioni del Fronte Centrale del generale Rokossovskij e dovettero affrontare i violenti contrattacchi delle riserve mobili sovietiche. Il 10 luglio 1943 le unità del generale Model erano praticamente ormai bloccate a Olkhovatka e Ponyrji.

## L'offensiva sovietica

### L'attacco del 12 luglio
Durante le settimane di preparazione e attesa prima dell'offensiva tedesca a Kursk, Stalin e lo Stavka avevano contemporaneamente continuato l'organizzazione della loro offensiva nel saliente di Orël (denominata in codice "operazione Kutuzov"); di conseguenza le unità di rinforzo raggiunsero secondo i piani il Fronte di Brjansk e vennero studiati accuratamente i piani tattici dell'attacco. Venne previsto, secondo gli schemi che sarebbero divenuti classici per l'Armata Rossa, un potente sbarramento d'artiglieria iniziale, seguito dall'assalto della fanteria con il supporto delle unità corazzate assegnate di rinforzo diretto; solo dopo lo sfondamento in teoria era previsto l'intervento delle grandi riserve corazzate di sfruttamento raggruppate nelle nuove armate carri. Dal punto di vista tattico il saliente di Orël era collegato con le retrovie tedesche solo attraverso la ferrovia principale Orël-Brjansk che era esposta ad attacchi provenienti da nord dove era stato approvato l'attacco dell'armata del generale Bagramjan.

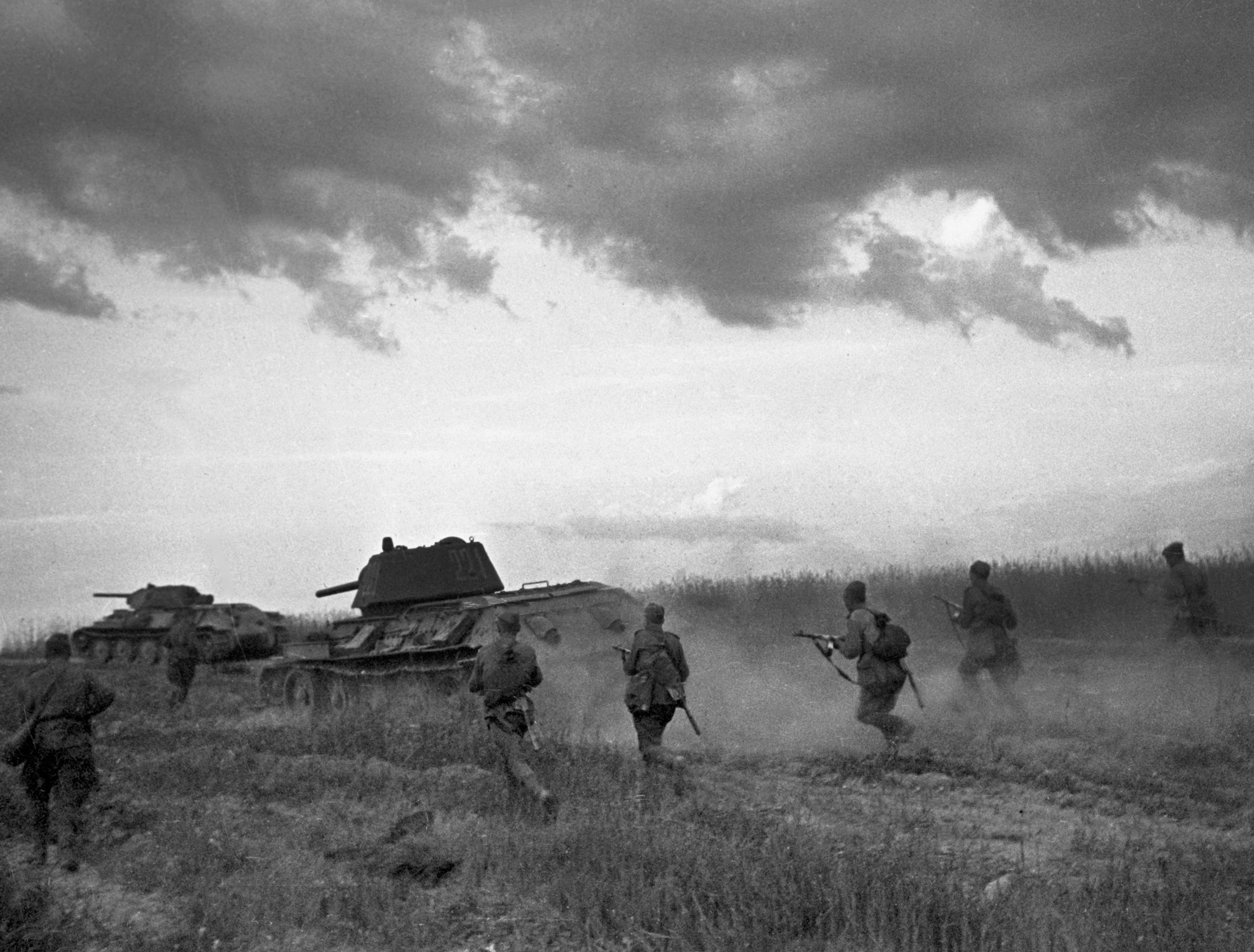
Fanteria e carri armati sovietici all'attacco sul fronte di Brjansk.

L'11 luglio 1943, mentre a sud di Kursk erano in corso i movimenti dei mezzi corazzati che sarebbero culminati nella battaglia di Prochorovka, le unità di ricognizione del Fronte Occidentale e del Fronte di Brjansk diedero inizio alle loro missioni in profondità per individuare lo schieramento tedesco e aprire la strada all'attacco principale, queste operazioni preliminari erano state precedute dall'intervento dei bombardieri a lungo raggio del generale Golovanov e dai cacciabombardieri che avevano steso cortine fumogene. Nel settore del Fronte Occidentale le unità da ricognizione della 11ª Armata della Guardia del generale Bagramjan rimasero in azione fino al mattino del 12 luglio quando oltre 3 000 cannoni sovietici aprirono il fuoco. Il Fronte del generale Sokolovskij fece entrare in azione la 50ª Armata del generale Boldin oltre alla potente 11ª Armata della Guardia che disponeva anche del 1º Corpo carri e del 5º Corpo carri; il Fronte Occidentale attaccò con 211 000 uomini, 745 mezzi corazzati e 4 800 cannoni. A est di Orël il 12 luglio ebbe inizio anche l'offensiva del Fronte di Brjansk preceduta da un altro potente sbarramento d'artiglieria; il generale Popov avrebbe dovuto attaccare il saliente da est e da nord-est con la 3ª Armata del generale Gorbatov e la 63ª Armata del generale Kolpakchi, rinforzati dal 1º Corpo carri della Guardia e dal 25º Corpo fucilieri; il Fronte di Brjansk fece entrare in azione in prima schiera 170 000 soldati con 350 carri armati. La 61ª Armata del generale Belov manteneva il contatto con l'ala sinistra del Fronte Occidentale. L'offensiva sovietica nel saliente di Orël venne sferrata il 12 luglio 1943 nel momento più opportuno dal punto di vista strategico; un attacco ritardato infatti non avrebbe interferito con i piani tedeschi e avrebbe permesso al nemico di riorganizzare lo schieramento delle sue riserve mobili; in questo modo invece l'operazione Kutuzov ebbe una grande influenza sull'esito finale della battaglia di Kursk e sulle decisioni operative di Hitler e dell'alto comando tedesco.

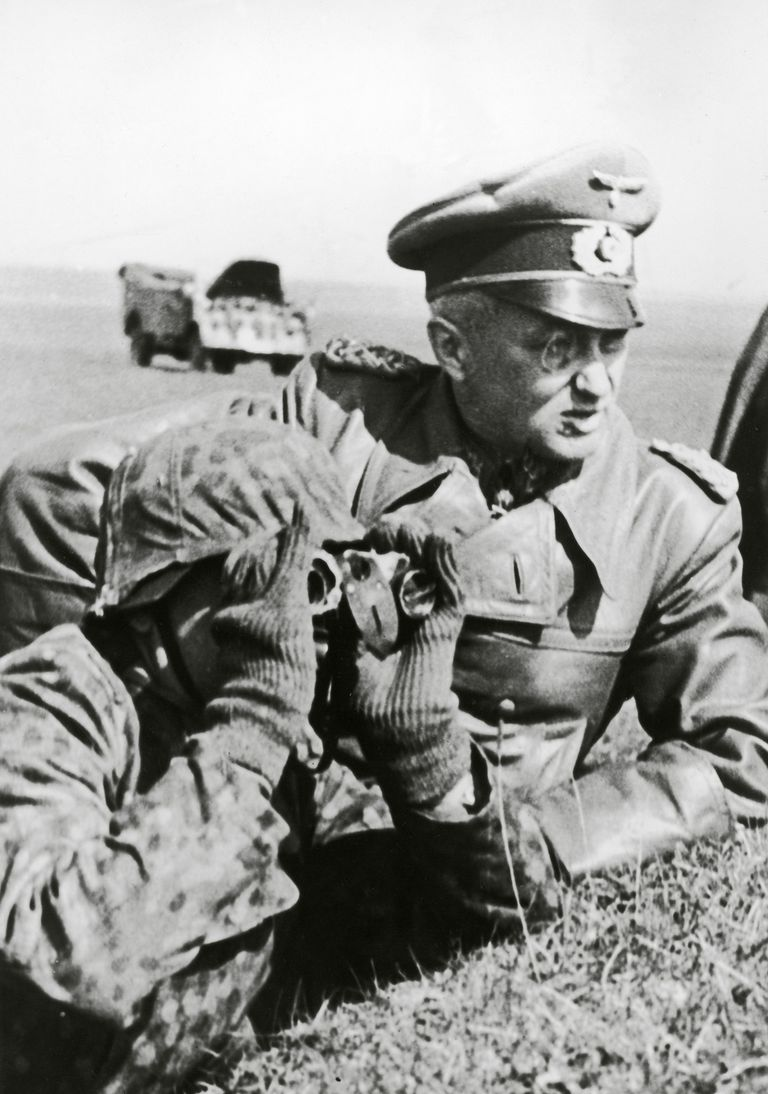
Il generale Walter Model durante l'operazione Kutuzov ebbe il comando contemporaneamente della 9. Armee e della 2. Panzerarmee.

Le conseguenze strategiche dell'offensiva nel saliente di Orël furono immediate; fin dal giorno 11 luglio, le forze sovietiche del Fronte Centrale schierate a Olkhovatka avevano osservato i movimenti dei mezzi motorizzati tedeschi che si allontanavano verso nord abbandonando la prima linea. La difesa del saliente di Orël era stata affidata infatti a forze tedesche del tutto insufficienti. La 2. Panzerarmee schierava, al comando del generale Rudolf Schmidt, su un fronte di 280 chilometri quattordici divisioni di fanteria divise in tre corpi d'armata: a sud il LV corpo del generale Erich Jaschke, a nord il LIII corpo del generale Eric-Heinrich Clößner, al centro il XXXV corpo del generale Lothar Rendulic. Si trattava di unità esperte e combattive in grado di difendere accanitamente le loro posizioni, ma l'armata tedesca era fortemente carente di riserve meccanizzate; essendo state concentrate gran parte delle divisioni corazzate del Gruppo d'armate Centro nella 9. Armee del generale Model per la battaglia di Kursk, la 2. Panzerarmee aveva a disposizione solo la 5. Panzer-Division con 93 carri armati, e la 25. Panzergrenadier-Division che però era quasi priva di mezzi; era previsto l'arrivo entro il 12 luglio della 8. Panzer-Division con altri cento mezzi corazzati. Alla vigilia dell'offensiva sovietica inoltre si verificò un imprevisto e drammatico cambio del comando della 2. Panzerarmee: il generale Schmidt venne bruscamente destituito e arrestato dalla Gestapo per presunti suoi collegamenti con movimenti di opposizione al nazismo interni all'esercito tedesco; il generale Model assunse temporaneamente il comando anche della 2. Panzerarmee insieme a quello della 9. Armee e in questo modo ebbe il totale controllo della battaglia sia nel saliente di Orël che nel settore settentrionale del saliente di Kursk.
L'offensiva sovietica nel saliente di Orël ebbe inizio alle ore 06.05 il 12 luglio dopo il potente bombardamento dell'artiglieria; la fanteria riuscì in quasi tutti i settori a penetrare oltre le prime linee del fronte tedesco e nei primi due giorni avanzò per circa 10 chilometri. Fu soprattutto la potente 11ª Armata della Guardia del generale Bagramjan che ottenne i risultati più brillanti ed effettuò uno sfondamento completo delle linee nemiche nel settore settentrionale del saliente; sei divisioni di fucilieri sbaragliarono due divisioni di fanteria tedesche del LII corpo del generale Clößner e avanzarono in profondità minacciando l'importantissima ferrovia per Brjansk. L'intervento della 5. Panzer-Division inviata in rinforzo dal generale Model ottenne qualche successo ma non riuscì il 13 luglio a fermare la marcia del generale Bagramjan che fece intervenire altre due divisioni fucilieri e i suoi due corpi mobili, il 1º Corpo carri e il 5º Corpo carri. La sera del 13 luglio le unità di punta della 11ª Armata della Guardia erano avanzate per oltre 25 chilometri all'interno del saliente, mentre la 5. Panzer-Division aveva subito perdite fortissime per cercare di fermare i carri sovietici. Più difficoltosa fu l'operazione di sfondamento delle tre armate del Fronte di Brjansk che incapparono in un efficace schieramento difensivo anticarro organizzato con abilità dal comandante del XXXV Corpo d'armata, generale Rendulic. La fanteria sovietica subì forti perdite contro le posizioni tedesche e anche i carri armati vennero rallentati dai campi minati e dal fuoco dei cannoni anticarro. Alla fine del 13 luglio le armate del Fronte di Brjansk erano avanzata nei vari settori per 8-15 chilometri, ma nel complesso il fronte tedesco manteneva ancora la sua coesione ed aveva evitato uno sfondamento completo di fronte a Orël.

### Intervento delle riserve corazzate tedesche

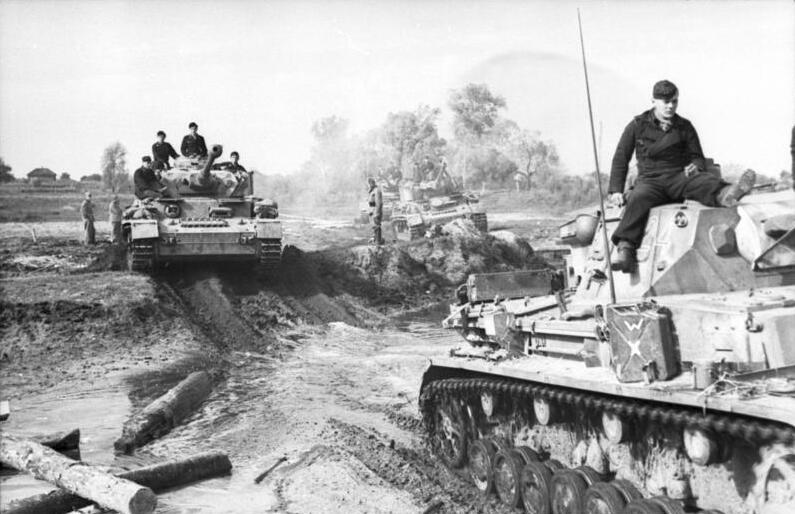
Reparti di una Panzer-Division tedesca in movimento durante l'operazione Kutuzov.

Fin dal primo giorno dell'offensiva sovietica nel saliente, il feldmaresciallo von Kluge e il generale Model avevano valutato correttamente la situazione strategica; sembra in realtà che il comando tedesco del Gruppo d'armate Centro fosse preoccupato per la minaccia nel saliente di Orël ancor prima dell'inizio dell'operazione Cittadella e che per questo motivo il generale Model avesse condotto la sua offensiva a nord di Kursk con prudenza e impiegando con riluttanza le sue riserve corazzate; egli probabilmente ritenne essenziale salvaguardare una parte delle sue forze per l'impiego nel saliente di Orël. Di conseguenza il generale Model, responsabile anche della battaglia della 2. Panzerarmee, prese immediati provvedimenti operativi: fece retrocedere da Olkhovatka le formazioni tedesche impegnate nell'attacco a Kursk e trasferì rapidamente verso nord gran parte delle sue Panzer-Division.
Il generale Model costituì un raggruppamento corazzato al comando del generale Josef Harpe con la 12. Panzer-Division, la 18. Panzer-Division e la 20. Panzer-Division, che venne inviato subito nel settore di sfondamento a nord dove l'armata del generale Bagramjan minacciava la ferrovia per Brjansk. Contemporaneamente la 2. Panzer-Division e la 8. Panzer-Division, si diressero in aiuto delle truppe del raggruppamento del generale Rendulic schierato a est di Orël; i mezzi corazzati tedeschi arrivarono al mattino del 14 luglio, riuscirono ad arrestare l'avanzata sovietica e respinsero il 1º Corpo carri della Guardia. Nello stesso giorno più a nord anche la 61ª Armata del generale Belov, dopo una faticosa avanzata di pochi chilometri all'interno delle difese del LIII Corpo d'armata tedesco, venne bloccata il 15 luglio dall'intervento della 12. Panzer-Division e della 112ª Divisione fanteria; il 20º Corpo carri subì forti perdite e dovette essere ritirato dalla prima linea.

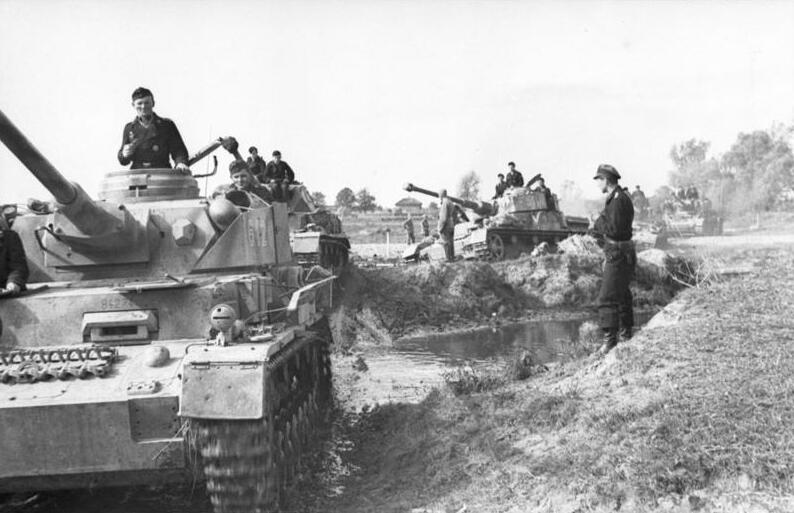
Le Panzer-Division di riserva affluiscono nei settori minacciati del saliente di Orël.

Il 15 luglio entrarono in azione anche le armate del Fronte Centrale del generale Rokossovskij che avevano appena fermato l'attacco tedesco a nord di Kursk; la 13ª Armata del generale Nikolaj Pukhov avanzò in direzione di Kromy e in tre giorni di aspri combattimenti riconquistò tutto il territorio perduto nel corso dell'operazione Cittadella. Il settore più importante del saliente di Orël tuttavia era quello settentrionale dove la 11ª Armata della Guardia del generale Bagramjan aveva completato un reale sfondamento e stava avanzando rapidamente in profondità dopo aver sopraffatto le riserve corazzate tedesche presenti sul posto. Mentre il generale Model affrettava il raggruppamento delle divisioni corazzate del generale Harpe per contrattaccare l'armata del generale Bagramjan, lo Stavka stava a sua volta cercando di sfruttare il riuscito sfondamento della 11ª Armata della Guardia accelerando l'intervento della 11ª Armata del generale Fedjuninskij; era previsto anche il trasferimento nel settore settentrionale del saliente della 4ª Armata corazzata del generale Vasilij Badanov da Naro-Fominsk e del 2º Corpo di cavalleria della Guardia da Medyn'.
Entro il 17 luglio tuttavia la 18. Panzer-Division, la 20. Panzer-Division e la potente Panzergrenadier-Division Großdeutschland che era stata trasferita su ordine dell'OKH dal Gruppo d'armate Sud al Gruppo d'armate Centro, arrivarono sul posto e contrastarono con efficacia l'offensiva del generale Bagramjan. Il 18 luglio l'11ª Armata della Guardia giunse a venti chilometri dai centri strategici di Kotinec e Karačev, ma le sue forze erano ormai esaurite dopo i continui combattimenti con le riserve mobili tedesche. I rinforzi sovietici non erano giunti in tempo e le forze aeree non erano riuscite a rallentare la marcia delle divisioni corazzate tedesche. Il Fronte Occidentale sovietico non aveva prontamente disponibile una riserva corazzata; l'11ª Armata del generale Fedjuninskij, poco addestrata e carente di sostegno logistico, attaccò solo il 20 luglio e non ottenne alcun successo, mentre la 4ª Armata corazzata era ancora lontana. La 3ª Armata corazzata della Guardia del generale Rybalko avrebbe potuto essere sul posto se fosse stato adottato il piano d'impiego proposto dal maresciallo Federenko, invece era stata assegnata come riserva per l'offensiva del Fronte di Brjansk del generale Popov che fino a quel momento aveva ottenuto pochi risultati contro la tenace difesa tedesca.

### Attacchi delle armate corazzate sovietiche
Il generale Popov, comandante del Fronte di Brjansk, aveva previsto di impiegare la 3ª Armata corazzata della Guardia del generale Rybalko a partire dal 19 luglio; egli si attendeva risultati decisivi dall'intervento delle sue riserve corazzate: l'armata avrebbe attaccato a sud di Orël in direzione nord-ovest e, dopo aver superato il fiume Oka, avrebbe tagliato fuori le truppe tedesche in combattimento sulla punta del saliente a ovest della città, entrando in collegamento con le armate sovietiche provenienti da nord. L'armata corazzata del generale Rybalko disponeva di 694 carri armati, tra cui 475 T-34, ed era ben equipaggiata anche con materiali per costruire ponti; alcuni dei suoi mezzi corazzati potevano effettuare attraversamenti di fiumi sott'acqua. In stato di allarme dal 14 luglio la 3ª Armata corazzata della Guardia, con due corpi carri e un corpo meccanizzato, raggiunse le sue posizioni di raggruppamento nella notte del 16-17 luglio, ma il 18 luglio dallo stato maggiore generale arrivarono nuove direttive che cambiavano completamente la missione delle forze mobili del generale Rybalko. Il generale Aleksej Antonov comunicò al generale Popov che, secondo le indicazioni di Stalin, l'armata corazzata avrebbe dovuto deviare il suo attacco in direzione sud-ovest per supportare il fianco destro del Fronte Centrale del generale Rokossovskij avanzando su Stanovoj Kolodez e su Kromy. Nonostante le proteste del generale Leonid Sandalov, capo di stato maggiore del Fronte di Brjansk, gli ordini dello Stavka vennero confermati.

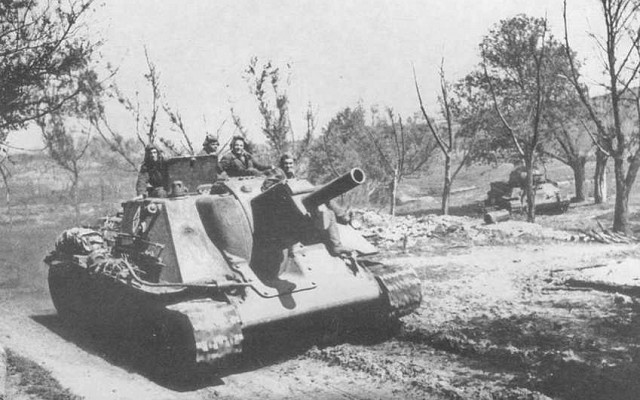
Cannone semovente SU-122 della 4ª Armata corazzata in movimento durante l'operazione Kutuzov.

L'offensiva della 3ª Armata corazzata della Guardia ebbe inizio il 19 luglio, preceduta da un violento bombardamento degli aerei del generale Golovanov, con due corpi carri in prima linea e il corpo meccanizzato in secondo scaglione ma dovette affrontare l'aspra resistenza delle difese tedesche. La Luftwaffe fece intervenire le sue squadriglie per attaccare i mezzi corazzati e due Panzer-Division contrattaccarono le unità mobili sovietiche; dopo violenti scontri tra carri, il 12º Corpo carri e il 15º Corpo carri riuscirono ad avanzare faticosamente di circa 10-15 chilometri. Il 20 luglio il generale Popov comunicò allo Stavka che l'attacco dell'armata corazzata era stato bloccato e riuscì ad ottenere l'autorizzazione a dirottare i carri armati del generale Rybalko verso nord-ovest per collaborare con la 3ª Armata del generale Gorbatov. La 3ª Armata corazzata della Guardia il 21 luglio modificò quindi la sua linea di avanzata, intercettò la strada maestra Mcensk-Orël e raggiunse il fiume Oka ma non riuscì ad attraversare subito il fiume. Nella notte del 22 luglio Stalin intervenne personalmente e cambiò di nuovo le indicazioni operative; il capo sovietico entrò in comunicazione diretta con i generali Sandalov e Popov e ordinò bruscamente di ritornare alla vecchia direttrice di avanzata verso sud-ovest in direzione di Stanovoj Kolodez. La 3ª Armata corazzata della Guardia riprese quindi i suoi costosi attacchi contro le posizioni anticarro tedesche a sud-ovest; per molti giorni i carri armati sovietici dovettero aprirsi la strada con difficoltà e a costo di pesanti perdite; il generale Rybalko guidò con grande determinazione i suoi reparti e il 24 luglio i sovietici tagliarono la linea ferroviaria Kursk-Orël. Il 26 luglio lo Stavka riconobbe l'impegno e la tenacia dell'armata corazzata e i suoi corpi ricevettero il titolo di unità della Guardia, ma dal punto di vista strategico non fu raggiunto alcun risultato decisivo e lo stato maggiore generale decise di ritirare la 3ª Armata corazzata della Guardia, che aveva perso 669 mezzi corazzati, e assegnarla al Fronte Centrale del generale Rokossovskij.

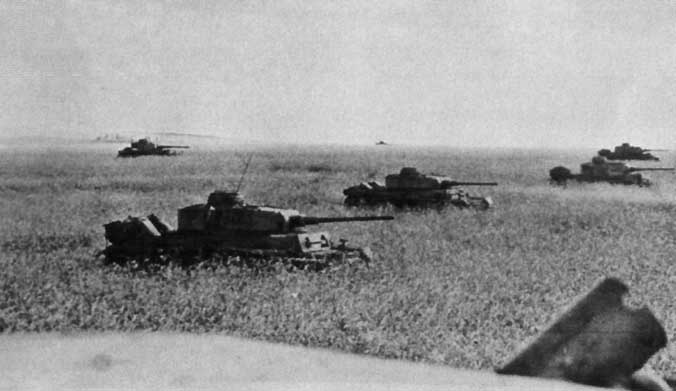
Carri armati tedeschi Panzer III e Panzer IV in agguato nell'estate 1943.

Dal 20 luglio, i marescialli Žukov e Vasilevskij si erano recati sul posto per valutare direttamente la situazione; l'offensiva sovietica nel saliente di Orël procedeva con difficoltà ma guadagnava lentamente terreno; a nord l'11ª Armata della Guardia era penetrata per oltre 60 chilometri all'interno delle linee tedesche, a est il generale Popov continuava i suoi costosi attacchi frontali, mentre a sud il generale Rokossovskij aveva ampliato il suo attacco con l'intervento dell'armata del generale Romanenko in direzione di Zmievka. Nelle retrovie inoltre la resistenza sovietica, particolarmente attiva in queste regioni, aveva scatenato la cosiddetta "resolvaja voina" (la "guerra dei binari"), attaccando e interrompendo le principali linee ferroviarie che collegavano il fronte tedesco. Nonostante questi successi tuttavia, l'intervento delle Panzer-Division aveva permesso al generale Model di rallentare l'avanzata concentrica sovietica in particolare nel pericoloso settore settentrionale; i carri armati tedeschi si mascheravano nell'erba alta della steppa per tendere agguati ai mezzi blindati nemici.
Nel Fronte Occidentale sovietico era finalmente arrivata la potente 4ª Armata corazzata del generale Badanov che, equipaggiata con oltre 500 carri armati moderni, avrebbe potuto avere un ruolo decisivo e rinforzare l'attacco del generale Bagramjan in direzione di Karacev e Kotinets, ma lo Stavka decise di dirottare l'asse d'attacco dell'armata corazzata in direzione di Bolchov dove erano in corso accaniti combattimenti contro le Panzer-Division tedesche. Nonostante le proteste del generale Bagramjan, l'alto comando sovietico confermò i suoi ordini, mentre il generale Badanov, reduce dalle vittorie dell'operazione Piccolo Saturno, fece mostra di grande ottimismo e sembrò sicuro di riuscire a sfondare. Il generale Sokolovskij approvò i piani dello Stavka e il 26 luglio sferrò l'offensiva con i due corpi di testa della 4ª Armata corazzata, ma il 6º Corpo meccanizzato e l'11º Corpo carri non fecero alcun progresso verso Bolchov e subirono forti perdite; il successivo attacco, il 27 luglio, del terzo corpo dell'armata corazzata, il famoso 30º Corpo carri "volontari degli Urali", venne ugualmente bloccato dopo una avanzata di meno di due chilometri.

### Difesa elastica

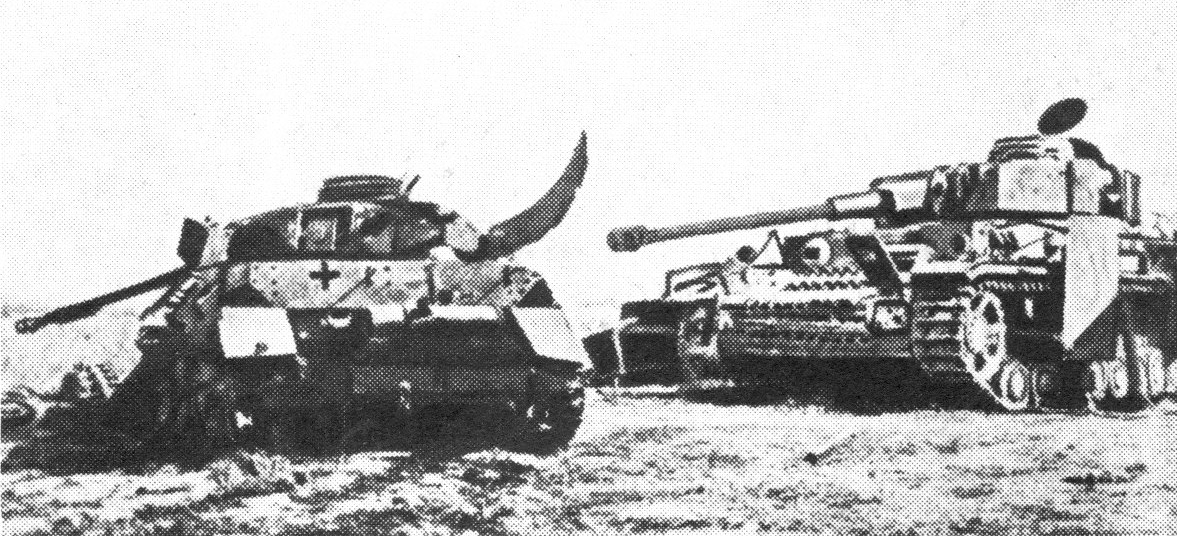
Carri armati tedeschi distrutti durante le battaglie d'estate 1943 sul fronte dell'est.

Il generale Model, mentre contrastava con la massima energia le offensive sovietiche nel saliente di Orël, era consapevole che la situazione tedesca si stava aggravando; egli aveva quindi predisposto fin dal 16 luglio un piano di ritirata organizzata e ordinata delle sue truppe evacuando il saliente e ripiegando sulla cosiddetta Hagenstellung ("posizione Hagen"), una posizione difensiva alla base del saliente di Orël, lungo il fiume Desna che avrebbe consentito di proteggere Brjansk e di schierare i reparti tedeschi su un fronte molto più breve e facilmente difendibile. Hitler, sempre estremamente irritato dai piani e dalle proposte di ritirata dei suoi generali, in un primo momento respinse il progetto del generale Model che pure godeva della massima fiducia del Führer. Con l'aggravarsi della situazione sul Fronte Orientale e anche sugli altri fronti di guerra europei, tuttavia Hitler prese ben presto nuove decisioni; il 22 luglio autorizzò il generale Model a passare alla cosiddetta "difesa elastica", basata sulle manovre di ripiegamento tattico preventivo e sui contrattacchi di copertura per evitare inutili perdite, guadagnare tempo e rettificare le linee difensive sfruttando i vantaggi del terreno.
Il 25 luglio 1943 Hitler prese infine la decisione di autorizzare il generale Model a evacuare completamente il saliente di Orël e ripiegare ordinatamente sulla posizione "Hagen" già in parte predisposta; le informazioni provenienti dall'Italia, dove si era appresa la sensazionale notizia della destituzione e arresto di Benito Mussolini, rendevano essenziale recuperare divisioni che avrebbero potuto essere eventualmente trasferite a ovest; il generale Model aveva calcolato che con la ritirata sulla Desna sarebbe stato possibile disporre di 19 divisioni tedesche che non sarebbero state più necessarie in quel settore del fronte. Il generale Model quindi il 31 luglio diede inizio alla operazione Herbstreise ("Viaggio autunnale"), la ritirata organizzata dal saliente di Orël, che venne condotta a termine in tre settimane con notevole abilità nonostante le grandi difficoltà logistiche. La 2. Panzerarmee e la 9. Armee, organizzate nei tre raggruppamenti al comando dei generali Harpe, Rendulic e Joachim Lemelsen, ripiegarono lentamente dietro linee intermedie, percorrendo le poche strade intasate dai mezzi in ritirata, portando dietro tutto l'equipaggiamento e salvando i circa 20 000 feriti. La pioggia a tratti ostacolò la manovra che il generale Model protesse con l'impiego di forti e aggressive retroguardie e devastando e bruciando il territorio per rallentare l'inseguimento sovietico; i civili non furono risparmiati e vennero evacuate circa 250 000 persone.

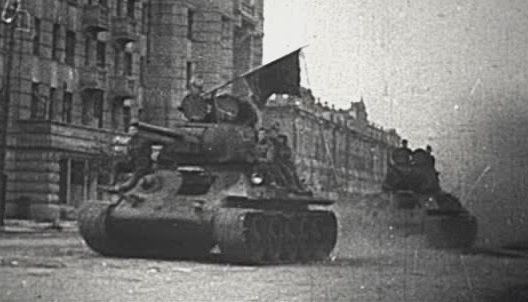
I carri armati dell'Armata Rossa entrano a Orël il 5 agosto 1943.

Mentre le truppe tedesche iniziavano ad evacuare il saliente, l'alto comando sovietico riorganizzò le sue forze per accelerare le operazioni e superare le difficoltà di coordinamento e di tattica manifestatesi nelle precedenti settimane; lo Stavka decise quindi di concentrare tutte le forze della 11ª Armata della Guardia del generale Bagramjan, della 11ª Armata del generale Fedjiuninskij, della 61ª Armata del generale Belov e le forze mobili del generale Badanov e del generale Krjukov sotto il comando del Fronte di Brjansk del generale Popov che a sua volta fece avanzare la 3ª Armata e la 63ª Armata direttamente verso Orël. Il 29 luglio dopo aspri combattimenti l'11ª Armata della Guardia e la 61ª Armata liberarono Bolchov e alla fine del mese si avvicinarono alla ferrovia strategica Brjansk-Orël mettendo in pericolo le comunicazioni delle forze tedesche che difendevano ancora la città che contemporaneamente erano minacciate anche da sud dall'avanzata delle armate del Fronte Centrale del generale Rokossovskij.
Nella notte del 3-4 agosto le truppe sovietiche arrivarono alla periferia di Orël da nord, da sud e da est; i soldati tedeschi completarono la ritirata, venne fatto saltare il ponte sul fiume Oka e il generale Model in persona controllò fino all'ultimo l'evacuazione della città da parte delle retroguardie della 12. Panzer-Division. Il 5 agosto 1943 Orël, ridotta in rovina, venne completamente liberata dai soldati sovietici appartenenti principalmente alla 5ª Divisione fucilieri e alla 38ª Divisione fucilieri.

## Bilancio e conseguenze

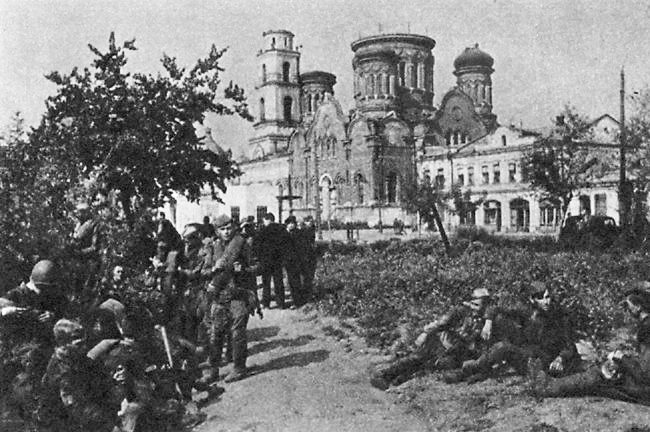
Truppe sovietiche a Orël il 5 agosto 1943.

Nelle due settimane successive alla liberazione di Orël, le armate sovietiche continuarono ad avanzare regolarmente mentre le truppe tedesche completavano con difficoltà il ripiegamento fino alla linea "Hagen"; il 12 agosto fu liberata Dmitrovsk-Orlovskij e il 15 agosto cadde Karačev. La battaglia del saliente di Orël si concluse formalmente il 18 agosto; l'Armata Rossa aveva completamente riconquistato il pericoloso saliente che per molto mesi aveva costituito un "pugnale puntato verso il cuore della Russia"; i sovietici erano avanzati per circa 150 chilometri verso ovest e avevano raggiunto posizioni idonee ad ulteriori offensive nel settore centrale del Fronte orientale.
Mentre si combattevano le ultime fasi dell'operazione Kutuzov era contemporaneamente in pieno svolgimento l'operazione Rumjancev nel settore meridionale dell'originario saliente di Kursk; dopo altre violente battaglie di carri, le armate sovietiche dei generali Nikolaj Vatutin e Ivan Konev stavano per ottenere una nuova vittoria; il 23 agosto sarebbe stata liberata definitivamente Char'kov e l'8 settembre l'intero Gruppo d'armate Sud tedesco avrebbe iniziato la ritirata generale verso il Dnepr. L'Armata Rossa quindi, dopo aver respinto l'ultimo grande attacco tedesco, era all'offensiva su tutto il settore centro-meridionale del Fronte orientale. Il ciclo di offensive sovietiche a Orël e Char'kov in pratica concluse il periodo di operazioni iniziato a Kursk e segnò la terza grande sconfitta tedesca sul fronte dell'est dopo la battaglia di Mosca e la battaglia di Stalingrado. Stalin sembrò completamente soddisfatto dei risultati ottenuti; il 5 agosto aveva inaugurato il rituale delle salve sparate dai cannoni del Cremlino per festeggiare la liberazione lo stesso giorno di Belgorod e Orël; tra il 3 e il 5 agosto il dittatore sovietico compì anche la sua unica visita al fronte di tutta la guerra recandosi nel settore settentrionale dove era in preparazione una nuova offensiva.
Le perdite subite dai sovietici continuavano ad essere elevatissime e molto superiori a quelle tedesche a causa della preparazione e dell'esperienza delle truppe della Wehrmacht ma anche per le tattiche di attacco frontale impiegate e per la carenze di preparazione degli ufficiali, ma nonostante queste perdite la pressione dell'Armata Rossa non si arrestò e al contrario aumentò negli ultimi mesi dell'anno; i tedeschi non avrebbero trovato respiro né sulla linea "Hagen" né sul famoso "Ostwall" dietro il Dnepr.